# 古巴鱂
古巴鱂為輻鰭魚綱鯉齒目鯉齒亞目鯉齒鱂科的其中一種，分布於中美洲古巴的淡水、半鹹水流域，體長可達8公分，棲息在底層水域，可作為觀賞魚。